# ماهر همام
ماهر همام (انگلیسی: Maher Hammam؛ زادهٔ) یک ورزشکار است.
از باشگاه‌هایی که در آن بازی کرده‌است می‌توان به باشگاه ورزشی الاهلی مصر و تیم ملی فوتبال مصر اشاره کرد.
وی همچنین در تیم ملی فوتبال مصر بازی کرده است.